# コイチヤクソウ
コイチヤクソウ（小一薬草、学名：Orthilia secunda (L.) House）は、ツツジ科コイチヤクソウ属に分類される常緑の半寄生の小さな多年草の1種。種小名のsecundaは「片方にかたよる」の意味で、花のつき方であるこの花序に由来する。和名はイチヤクソウより小さいことに由来する。かつてはイチヤクソウ科とされたが、新しいAPG植物分類体系ではツツジ科に含められている。

## 特徴
地中に細長い根茎がある。葉は長さ1-4 cm、幅0.6-3.5 cmの広卵形-卵形で先は短くとがり、3-4枚ずつかたまって互生する。普通はふちに細い鋸葉があり、表面はやや光沢がある。葉柄は1-1.5 cmで、葉は下部に集まってつく。茎の先端に3－4枚の広披針形の鱗片がある。

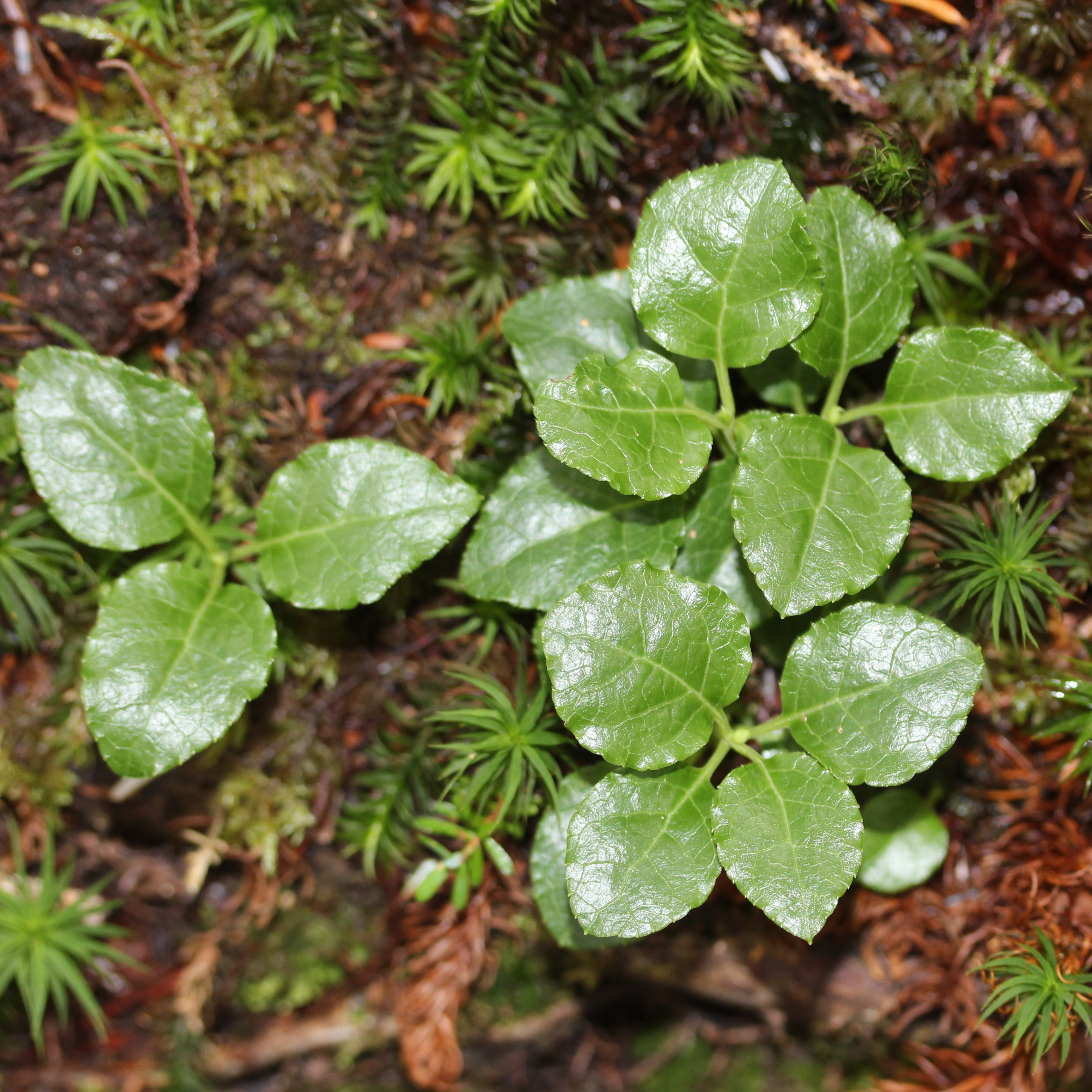
葉は広卵形-卵形で先は短くとがり互生する

花茎は細く高さ5-9 cmで直立し、総状花序で先端に約10個の花が片側に偏ってやや密につく。花冠は緑白色で直径約5 mmと小型の壺形で、深く5裂し、あまり開かない。花序の軸には乳頭状の短毛がはえる。小花柄の基部に苞葉がある。雄しべは10個、孔開裂する。雌しべは曲がらない。子房は球形で基部に10個の花盤がある。萼裂片は円形に近く、長さと幅はぼぼ同長。花のあと花茎は伸びて10 cm以上となる。花期は6-6月。蒴果は扁球形で、10本の稜があり、先端から5片に裂け、裂片の縁にはほとんど毛がない。

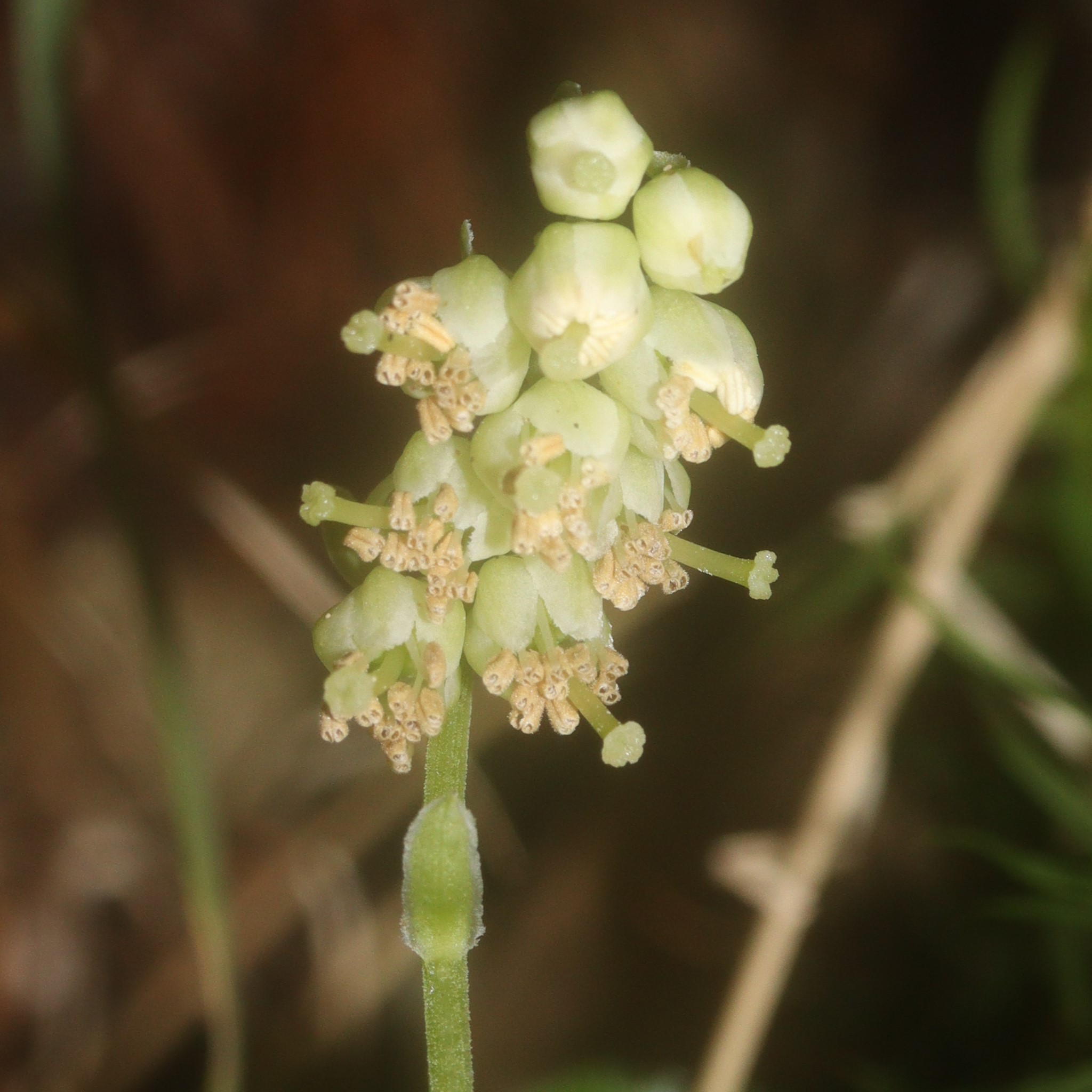
総状花序で先端に花が片側に偏ってやや密につく
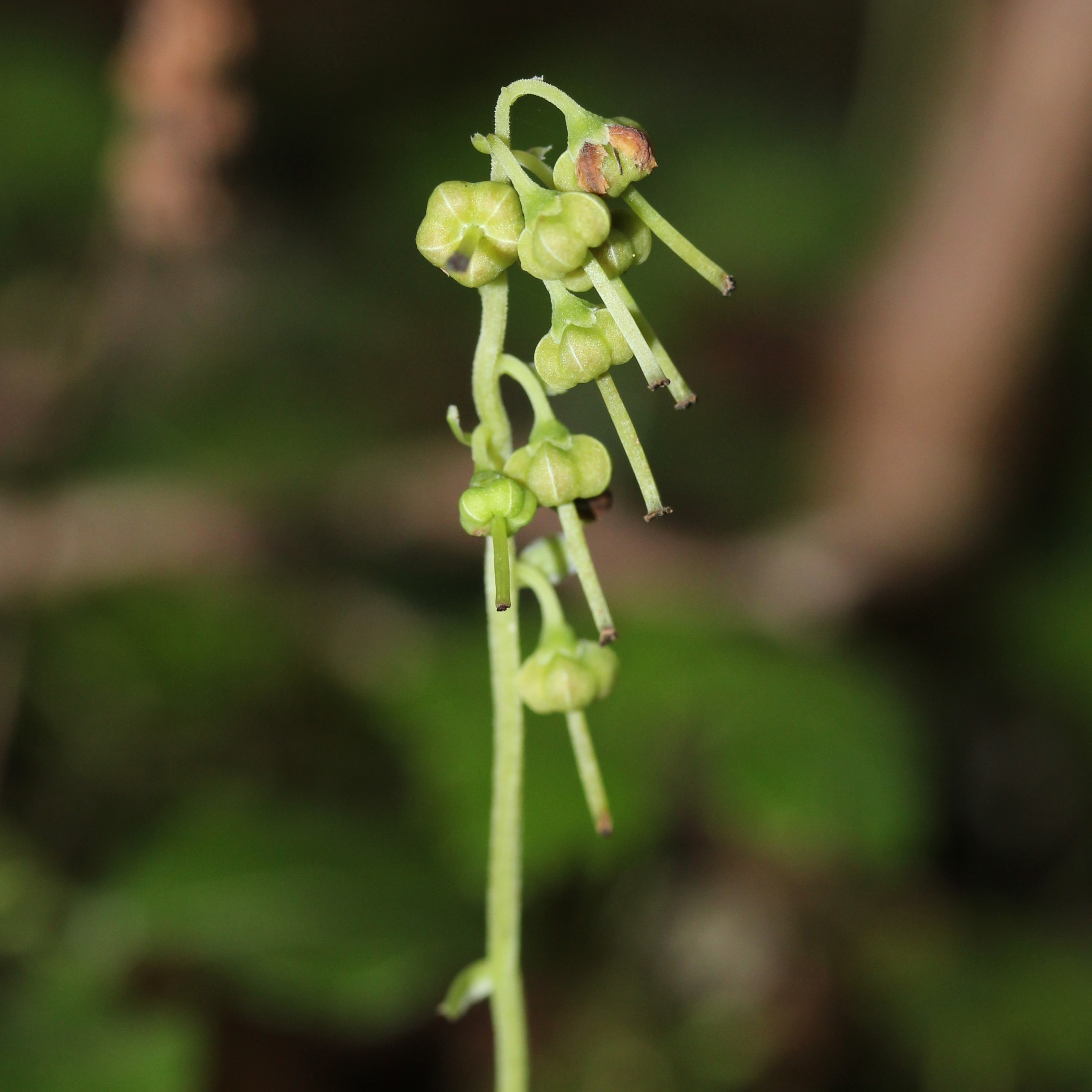
蒴果は扁球形

## 分布と生育環境

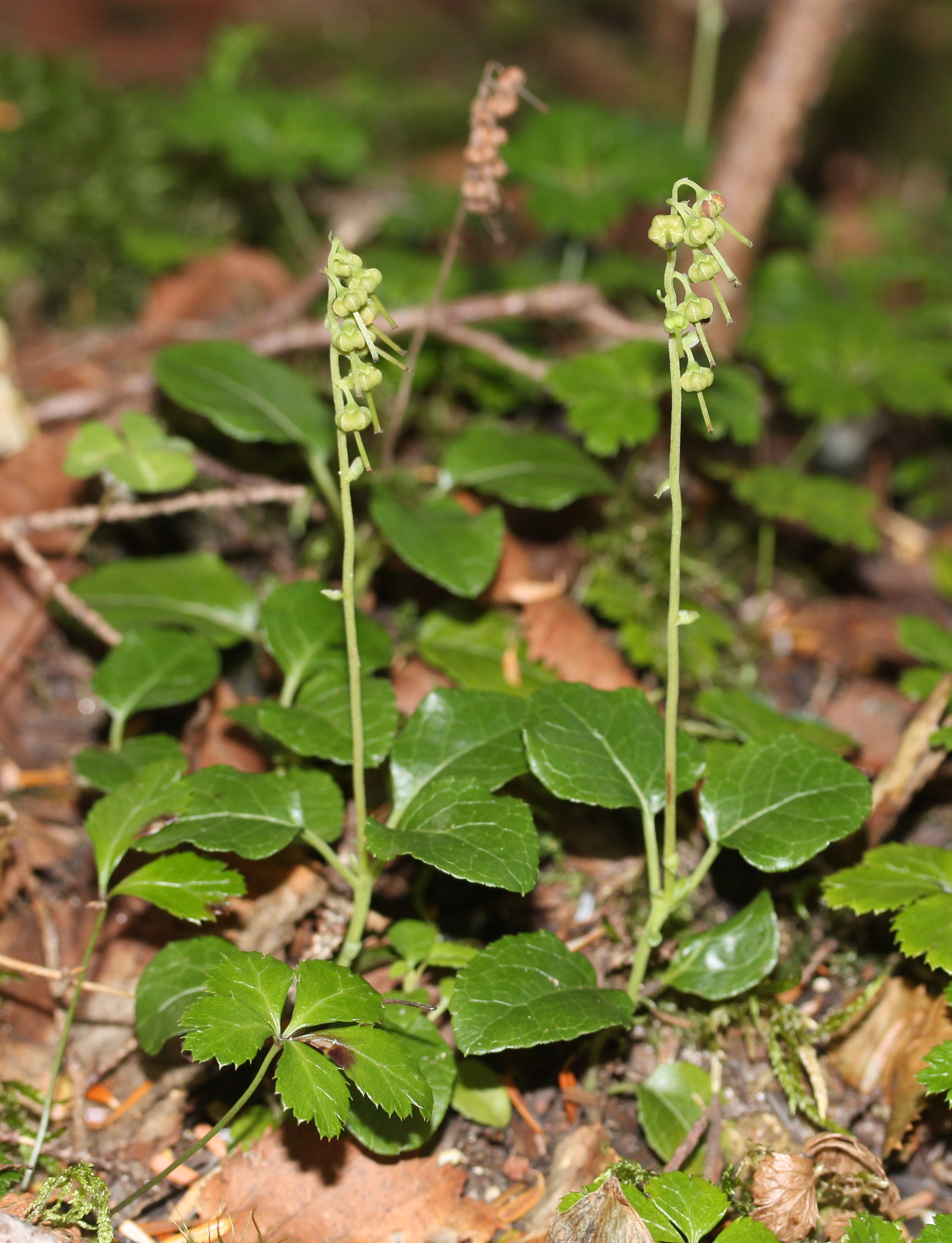
亜高山帯の林内に生育するコイチヤクソウ

ヨーロッパ、アジア、サハリン、千島列島、日本、北米の北半球の高山・亜寒帯に分布する。
日本では、北海道、本州（中部地方以北）に分布する。富士山の亜高山帯にも分布する。
山地から亜高山帯にかけての深山の林内に生育する。低山帯の上部に生育する。

## 種の保全状況評価
日本では環境省による国レベルのレッドリスト受けていないが、岐阜県では絶滅危惧I類の指定を受けている。